# Người Israel
Người Israel (tiếng Hebrew: ישראלים Yiśra'elim, tiếng Ả Rập: الإسرائيليين al-'Isrā'īliyyin) là công dân hoặc thường trú nhân của Nhà nước Israel. Israel ngày nay là một xã hội đa sắc tộc, bao gồm nhiều người có nguồn gốc từ các quốc gia khác nhau, trong đó, dân tộc lớn nhất ở Israel là người Do Thái, tiếp theo là người Ả Rập và các dân tộc khác.